# 嵩峰乡
嵩峰乡，是中华人民共和国江西省上饶市广丰区下辖的一个乡镇级行政单位。

## 行政区划
嵩峰乡下辖以下地区：
十一都村、里洋村、银峰村、杨柳村、十都村和石岩村。